# Sommer-Paralympics 2012/Teilnehmer (Ruanda)
| stlisierte Goldmedaille | stlisierte Silbermedaille | stlisierte Bronzemedaille |
| ----------------------- | ------------------------- | ------------------------- |
| —                       | —                         | —                         |

Ruanda entsandte zu den Paralympischen Sommerspielen 2012 in London 14 männliche Sportler. Erstmals nahm eine Sitzvolleyball-Mannschaft aus Ruanda an den Spielen teil. Bei den Leichtathleten gewann zunächst Hermas Muvunyi eine Bronzemedaille im T46 800-Meter-Lauf, wurde jedoch einige Tage später im Nachhinein disqualifiziert, da er einen anderen Sportler auf der Zielgeraden von der Bahn gedrängt hatte.

## Teilnehmer nach Sportart

### Leichtathletik
Männer:
- Hermas Muvunyi[5]
- Theoneste Nsengimana

### Powerlifting (Bankdrücken)
Männer:
- Theogene Hakizimana

### Sitzvolleyball
Männer:
- Dominique Bizimana
- Jean Baptiste Gahamanyi
- Fulgence Hagenimana
- Jean Baptiste Murema
- Eric Ngirinshuti
- Jean Bosco Ngizwenimana
- Jean Rukundo
- James Rutikanga
- Vincent Tuyisenge
- Callixte Twagirayezu
- Emile Vuningabo